# Fritz Stern
Fritz Stern (Breslávia, 2 de fevereiro de 1926 — Nova Iorque, 18 de maio de 2016) foi um historiador estadunidense especializado na história moderna (desde 1789) da Alemanha. 

## Biografia
De origem judaica, Stern nasceu no atual território da Polónia, tendo fugido à ascensão do Nazismo na Europa em 1938, ano em que emigrou para os Estados Unidos. 
Em 1953 concluiu o seu doutoramento na Universidade Columbia, Nova Iorque, com uma tese sobre o "pessimismo cultural" tão típico da Alemanha, intimamente ligado ao forte romantismo. Tornou-se então professor naquela universidade.
Em 1957, pertenceu ao Center for Advanced Study, uma faculdade de ciências sociais em Palo Alto na Califórnia. Foi colega de Ralf Dahrendorf, que vivia nos aposentos próximos dos seus. Ali começou também a pesquisar juntamente com David Landes o material que acabaria por resultar na obra "Ouro e Ferro".
Em 17 de junho de 1987 foi o primeiro cidadão estrangeiro a discursar no Parlamento da Alemanha. 
Entre outros prêmios recebeu o "Prêmio da paz dos livreiros alemães" (Friedenspreis des Deutschen Buchhandels) de 1999. 
Fritz Stern morreu em 18 de maio de 2016, em Nova York, aos 90 anos. 

## Extractos da obra
- "Pessimismo cultural como perigo político" (Kulturpessimismus als politische Gefahr), 1961
- "Ouro e Ferro" (Gold und Eisen), 1977: Uma biografia política de Bismarck e seu banqueiro Bleichröder.
- No outono de 2004 é publicado o seu Five Germanies I Have Known